# Campylocheta keiseri
Campylocheta keiseri är en tvåvingeart som beskrevs av Louis-Paul Mesnil 1978. Campylocheta keiseri ingår i släktet Campylocheta och familjen parasitflugor.
Artens utbredningsområde är Madagaskar. Inga underarter finns listade i Catalogue of Life.